# 데이브레이크 게임 컴퍼니
데이브레이크 게임 컴퍼니(Daybreak Game Company)는 미국 캘리포니아주 샌디에이고에 위치한 VR 게임 개발사이다. 에버퀘스트의 발매사로 유명하다. 창립 당시에는 소니 온라인 엔터테인먼트(Sony Online Entertainment)였으나 2015년 2월 미국 뉴욕에 위치한 투자 매니지먼트 회사 콜럼버스 라바에서 인수하여 Daybreak Game Company가 되었다.

## 게임
- 에버퀘스트
- 주마 (비디오 게임)
- 에버퀘스트 II
- DC 유니버스 온라인
- 플랜츠 vs. 좀비
- 페이데이: 더 하이스트
- 플래닛사이드 2
- H1Z1